# Дан уједињења
Дан уједињења је био државни празник у Краљевини Срба, Хрвата и Словенаца, односно Краљевини Југославији и прослављао се 1. децембра.
Празник је установљен у част 1. децембра 1918. године, када је делегација Народног вијећа из Загреба стигла у Крсмановићеву палату у Београду, која је тада служила као привремени двор регента и наследника престола Александра Карађорђевића, пошто је Стари двор био оштећен у току Првог светског рата. У име делегације, др Анте Павелић Старији је прочитао Адресу Народног вијећа, из које се тражило уједињење међународно непризнате Државе Словенаца, Хрвата и Срба са Краљевином Србијом и Црном Гором, која се раније присајединила Србији. Регент Александар је потом изјавио да прихвата Адресу и да у име свог оца краља Петра I, проглашава уједињење.
Дан уједињења је као државни празник установљен одлуком Министарског савета Краљевине Срба, Хрвата и Словенаца 18. новембра 1919. године, а саопштење о томе је штампано у Службеним новинама 1. децембра 1919. године.
На Дан уједињења, било је предвиђено да не раде трговачке и занатлијске радње.